# 敦崇礼
敦崇礼（{{lang-en|Moir Black Duncan；1861年—1906年），苏格兰人，英国浸信会传教士，清末在中国传教之余，普及教育。

## 生平
1861年8月17日，出生于苏格兰阿伯丁。
1876年以后，先是进入苏格兰浸信会学院（Scotland Baptist College），随后在浸信会的支持下就读于格拉斯哥大学。
1886年，获格拉斯哥大学文学士（Bachelor of Arts）学位（一说为文学硕士MA）。随后进入牛津大学曼斯菲尔德学院（Mansfield College），跟随理雅各（James Legge，1815年-1897年）学习语言。
1888年10月，受英国浸信会派遣，来华传教。到达上海后经由天津抵达太原。后来成为李提摩太的副手。
1890年，敦崇礼与Janet Chalmers Lister结婚。
1891年，到达陕西。通过开办书店、演讲、发行小册子、开办图书馆等方式传教，直至1900年。期间在陕西三原县开办崇真书院（男校）和美丽书院（女校）。
敦崇礼在陕西期间，和陕西巡抚端方关系密切。义和团运动期间，正是因为端方的私下通报，促使其尽快离开陕西，敦崇礼等人才免于被杀。
1902年，担任山西大学堂西学专斋总教习，讲授西洋史。
1905年，格拉斯哥大学授予其名誉法学博士（honorary LLD）学位。
1906年8月15日，因病逝世。逝世后清政府追授一品光禄大夫，赏红宝石顶戴。葬于榆次、太原、寿阳三市交界处的乌金山。文革期间其坟墓遭到毁坏。2002年山西大学百年校庆时，重修该墓。